# Георгі Наджаков
Георгі Стефанов Наджаков (26 грудня 1896 (7 січня 1897), Дупниця — 24 лютого 1981) — болгарський фізик і громадський діяч, член-кореспондент Академії наук у Геттінгені з 1940 року, академік Болгарської Академії наук з 1945 року і іноземний член Академії наук СРСР з 1958 року. З 1945 по 1958 роки — віце-президент БАН. Його ім'ям названо Болгарський Інститут фізики твердого тіла.

## Біографія
У віці 16 років залишився сиротою, в 1915 році з відзнакою закінчив середню школу. Вищу освіту отримав у Софійському університеті: вступив на фізико-математичний факультет, в 1916 році в зв'язку з першою світовою війною був мобілізований і направлений в школу офіцерів запасу; закінчив її, але не став кадровим офіцером. Після закінчення війни в 1918 році повернувся в університет і закінчив його в 1920 році, в 1921 році став помічником професора експериментальної фізики, у 1925 році був відправлений у Париж, у лабораторії Поля Ланжевена і Марії Кюрі, де протягом року вивчав фотоефект. З 1927 року викладав у Софійському університеті, став професором в 1932 році, професором кафедри експериментальної фізики в 1937 році і ректором в 1947 році; обіймав посаду ректора до 1952 року.
Його робота була присвячена переважно експериментальному вивченню фотопровідних властивостей сірки, електричних властивостей діелектриків і напівпровідників та питань ядерної фізики. Наджаков першим отримав сталий фотоелектретний стан матерії, описавши відкрите ним явище в монографіях, опублікованих у 1937 і 1938 роках. У 1947 році був призначений директором Фізичного інституту Болгарської академії наук. У 1950 році вступив до Комуністичної партії Болгарії. З 1950 по 1969 роки був депутатом, а в 1954-1958 роках — членом Президії Народних зборів Болгарії. З 1950 року був членом Всесвітньої ради миру, з 1956 року — учасником Пагвоського руху. У 1967 році був нагороджений золотою медаллю Жоліо-Кюрі за свою діяльність зі зміцнення миру.